# Механічна міцність брикетів на ударний вплив

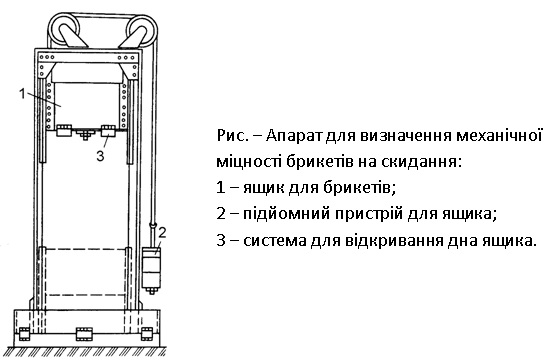

Механічна міцність брикетів на ударний вплив (скидання) оцінюється при скиданні на чавунну плиту 4 кг брикетів з висоти 1,5 м. Скидання здійснюється за допомогою спеціальної установки, зображеної на рис. Установка являє собою металевий ящик із двостулковим дном, що відкривається. Габаритні розміри ящика: довжина — 300 мм, ширина — 250 мм, висота — 250 мм. Металева плита має товщину 15 мм, довжину і ширину відповідно 1500 і 2000 мм. Плита обладнана дерев'яними бортами на висоту 250 мм. У ящик завантажують брикети та скидають їх на металеву плиту 4 рази. Після скидання брикети розсіюють на ситі з отвором 25 мм. Механічну міцність брикетів на скидання розраховують за формулою, аналогічною визначенню механічної міцності брикетів на стирання.